# Klepki (Otfinów)
Klepki – część wsi Otfinów w Polsce, położona w województwie małopolskim, w powiecie tarnowskim, w gminie Żabno. 
W latach 1975–1998 Klepki administracyjnie należały do województwa tarnowskiego.